# Amor sublime
Sister Kenny (en español, Amor sublime) es una película de 1946 que retrata la vida de la enfermera australiana Elizabeth Kenny, quien a pesar de la oposición médica luchó por ayudar a las personas que sufrían de poliomielitis. La cinta, dirigida por Dudley Nichols y protagonizada por Rosalind Russell, Alexander Knox y Philip Merivale, es una adaptación del libro And They Shall Walk, escrito por Elizabeth Kenny y Martha Ostenso.

## Sinopsis
En 1911, Elizabeth Kenny (Rosalind Russell) regresa de la escuela de enfermería en Brisbane, a su casa en el monte de Queensland en Australia con el médico jefe del hospital más cercano, el Dr. McDonnell (Alexander Knox). Ella le informa que ella ejercerá cerca de su casa en vez de ocupar la residencia en el hospital a 50 millas de distancia; Al haber crecido en el monte sus propias experiencias personales le daban las ganas de ayudar a aquellos que no podían llegar a un hospital. El Dr. McDonnell no la cree y le dice que no va a durar ni seis meses en el monte.
Tres años más tarde, la enfermera Kenny visita a un rancho para tratar a una niña, Dorrie (Doreen McCann), que está postrada en cama. Ella envía un telegrama a McDonnell, quien dice que la parálisis infantil no tiene ningún tratamiento conocido, pero que si se debe «hacer lo mejor que se pueda con los síntomas que se presentan». Elizabeth se da cuenta de que si los músculos estuvieran verdaderamente paralizados, no podrían tensarse como lo hacían. Envuelve en un paño caliente a Dorrie, y con el tiempo esta logra recuperarse por completo, al igual que los otros cinco casos de parálisis infantil que encuentra Kenny. 
Pasado un tiempo Kenny visita McDonnell para hablarle de su nuevo tratamiento, pero en lugar de felicitarla, él le dice que puede haber causado mucho daño. Elizabeth se sorprende, pero McDonnell, finalmente, llega a creer que la "reeducación muscular" muestra signos de un buen pronóstico. La lleva con el Dr. Brack (Philip Merivale), el médico con más experiencia que trabaja en la poliomielitis, el cual les dice que sus teorías de cómo tratar la enfermedad van en contra de la ciencia de los últimos 50 años y no pueden ser aceptadas como una verdad médica. Incluso cuando Kenny trae a Dorrie para bailar y hacer volteretas frente a Brack, pero él dice que Dorrie nunca tuvo parálisis infantil. 
McDonnell sigue apoyando el tratamiento de la enfermera Kenny, y trata a uno de los pacientes dados de alta de Brack como una forma de demostrar su metodología. Sin embargo, debido a una legislación australiana que indica que las enfermeras deben ser solteras, Kenny le dice al Dr. McDonnell que ella no sería capaz de continuar con su práctica ya que se iba a casar con su novio, Kevin Connors (Dean Jagger). Ella en última instancia, se aleja de su matrimonio y se abre una clínica que consiste en tratar a los pacientes que fracasaron con el tratamiento de Brack. Más tarde, Kevin deja de pelear en la Primera Guerra Mundial, y Kenny lo va a ver al hospital en Inglaterra, donde se está recuperando de una lesión en la pierna.
Elizabeth regresa a Australia y le dice a McDonnell que no tiene interés en iniciar una clínica. Sin embargo, un día lee en el periódico sobre un brote de poliomielitis en Townsville, y va para allá a poner en marcha el tratamiento de los niños de allí.
Kevin vuelve a casa y Elizabeth va a volver a la enfermería. Él se asombra ante la noticia, pero ella insiste en que va a continuar con su trabajo a pesar de cómo se verá afectada su felicidad personal
Más de una década después, Elizabeth Kenny y el doctor Brack siguen con sus respectivos tratamientos hasta que Kenny decide enfrentarse a él en un simposio frente a muchos ortopedistas, Brack sigue con su tratamiento, pero se entera de que McDonnell ha estado trabajando en la creación de una Comisión para que la comunidad médica australiana reconozca el tratamiento de la enfermera. Elizabeth viaja por toda Europa difundiendo su tratamiento y es visitada por Kevin, quien se enorgullece de la dirección que ha tomado su vida. Sin embargo, cuando regresa a Australia en 1939, Elizabeth se entera de que la Comisión condenó a su tratamiento como indemostrable y recomendó el cierre de sus clínicas.
La enfermera Elizabeth escribe un libro sobre sus experiencias de tratamiento de la parálisis infantil y va a América, pero recibe rechazo de parte de los médicos en Estados Unidos. El ataque a Pearl Harbor ha desplazado el foco de muchos médicos a las heridas de guerra, Sin embargo, a pesar de lo anterior su tratamiento se utiliza durante un brote de poliomielitis en Minneapolis y es un gran éxito, gracias a lo anterior ella comienza el Instituto Kenny.
Años después, Kenny está dando un discurso y se entera de que una comisión estadounidense se ha negado a decir que el tratamiento funciona. Los médicos que la apoyan seguirán haciéndolo y Elizabeth Kenny se siente alentada por el gran grupo de niños que ella ha tratado y que se dirigen a ella, cantándole cumpleaños feliz.

## Reparto
- Rosalind Russel como Elizabeth Kenny.
- Alexander Knox como Dr. McDonel
- Dean Jagger como Kevin Connors.
- Philip Merivale como Dr. Brack
- Beulah Bondi como Mary Kenny.
- Charles Dingle como Michael Kenny.
- John litel como Director de medicina.
- Doreen McCann como Dorrie.
- Fay Helm como Mrs. Mclntyre
- Charles Kemper como Mr. Mclntyre
- Dorothy Peterson como Agnes.

## Premios
- 1946:Nominada al Oscar: Mejor actriz (Rosalind Russell)
- 1946: Globos de Oro: Mejor actriz (Rosalind Russell)